# Viktor Iouchtchenko
Pour les articles homonymes, voir Iouchtchenko.
Viktor Iouchtchenko (en ukrainien : Віктор Андрійович Ющенко), né le 23 février 1954 à Khoroujivka (oblast de Soumy, RSS d'Ukraine), est un homme d'État ukrainien, président de l'Ukraine du 23 janvier 2005 au 25 février 2010.
Il est Premier ministre de 1999 à 2001 et prend la tête de la coalition de centre-droit Notre Ukraine.
Dans le cadre de l'élection présidentielle de 2004, il est le principal dirigeant de la révolution orange, qui conduit à l’organisation d'un deuxième second tour, où il bat Viktor Ianoukovytch avec 52 % des suffrages. Depuis cette campagne, son visage apparaît abîmé par une forme extrême de chloracné provoquée par une intoxication ; il existe une controverse sur les causes de cette intoxication, plusieurs expertises confortant la thèse d'une tentative d'empoisonnement à la dioxine.
Pendant sa présidence, Viktor Iouchtchenko entretient une forte rivalité avec ses Premiers ministres Ioulia Tymochenko et Viktor Ianoukovytch. Il ne parvient pas à résoudre les problèmes économiques et sociaux, ce qui suscite une forte vague de déception chez le peuple ukrainien. Candidat à sa réélection en 2010, il est battu dès le premier tour de l’élection présidentielle, où il arrive en cinquième position avec 5,5 % des voix.
Après son départ de la présidence, il exerce une influence limitée sur la scène politique du pays. Lors des élections législatives de 2012, le parti Notre Ukraine — dont il est le chef de file — obtient 1,1 % des suffrages.

## Biographie

### Origines et jeunesse
Viktor Andriyovych Iouchtchenko naît dans un village de l'oblast de Soumy à Khoroujivka (en). Son père, Andriy Iouchtchenko (1919-1992) est soldat de l'Armée rouge pendant la Seconde Guerre mondiale. Capturé, il est envoyé comme des milliers de soldats soviétiques comme prisonnier de guerre dans plusieurs camps de concentration, dont Auschwitz-Birkenau. Ayant survécu il devient professeur d'anglais. Sa mère est elle aussi enseignante en physique dans la même école. Il étudie l'économie à Ternopil et travaille ensuite comme comptable rural dans l'oblast d'Ivano-Frankivsk. D'abord comptable modeste, il atteint ensuite des postes de plus en plus importants et en 1976, il est embauché par la filiale de la Banque d'État de l'URSS pour l'oblast de Soumy, et est ensuite promu à Kiev.

### Banque nationale d'Ukraine
Il devient gouverneur de la nouvelle Banque nationale d'Ukraine le 26 janvier 1993. À ce poste, il joue un rôle important dans la création de la monnaie ukrainienne, la hryvnia, et dans l'établissement d'un système de régulation moderne pour les banques commerciales. Il conserve cette fonction jusqu'à sa nomination à la tête du gouvernement ukrainien.

### Parcours politique

#### Premier ministre et opposant à Koutchma
En décembre 1999, Viktor Iouchtchenko est nommé Premier ministre par le président Leonid Koutchma.
De substantiels progrès économiques interviennent alors qu’il est à la tête du gouvernement. Mais des critiques estiment que cette amélioration a surtout été rendue possible par la conjoncture économique. L'opposition libérale et nationaliste tente de l'attirer mais Iouchtchentko reste dans le camp du président. Très tôt, les membres de son gouvernement — en particulier la vice-Première ministre Ioulia Tymochenko — sont impliqués dans des luttes de pouvoir avec les patrons des puissantes entreprises énergétiques du charbon et du gaz naturel. Le conflit aboutit à un vote de défiance du Parlement en 2001 : le groupe du président Koutchma s'allie alors avec les communistes pour défaire le gouvernement en place. Viktor Iouchtchenko est ainsi démis de sa fonction de Premier ministre.
En 2002, Viktor Iouchtchenko devient chef de la coalition Bloc Viktor Iouchtchenko « Notre Ukraine » (BVYNU), qui arrive en tête des élections législatives qui suivent avec 112 élus. Cependant, faute d'un nombre suffisant de sièges pour obtenir une majorité absolue, Viktor Iouchtchenko ne parvient à former une coalition gouvernementale. Il demeure le chef du groupe Notre Ukraine et se voit généralement considéré comme le chef de l'opposition, les autres partis d'opposition étant moins influents et moins représentés au Parlement.
Après son départ de la tête du gouvernement, Viktor Iouchtchenko devient populaire auprès des Ukrainiens. Entre 2001 et 2004, dans les sondages, sa popularité était bien plus élevée que celle du président de l'époque, Leonid Koutchma.

#### Élection présidentielle de 2004

##### Préparation

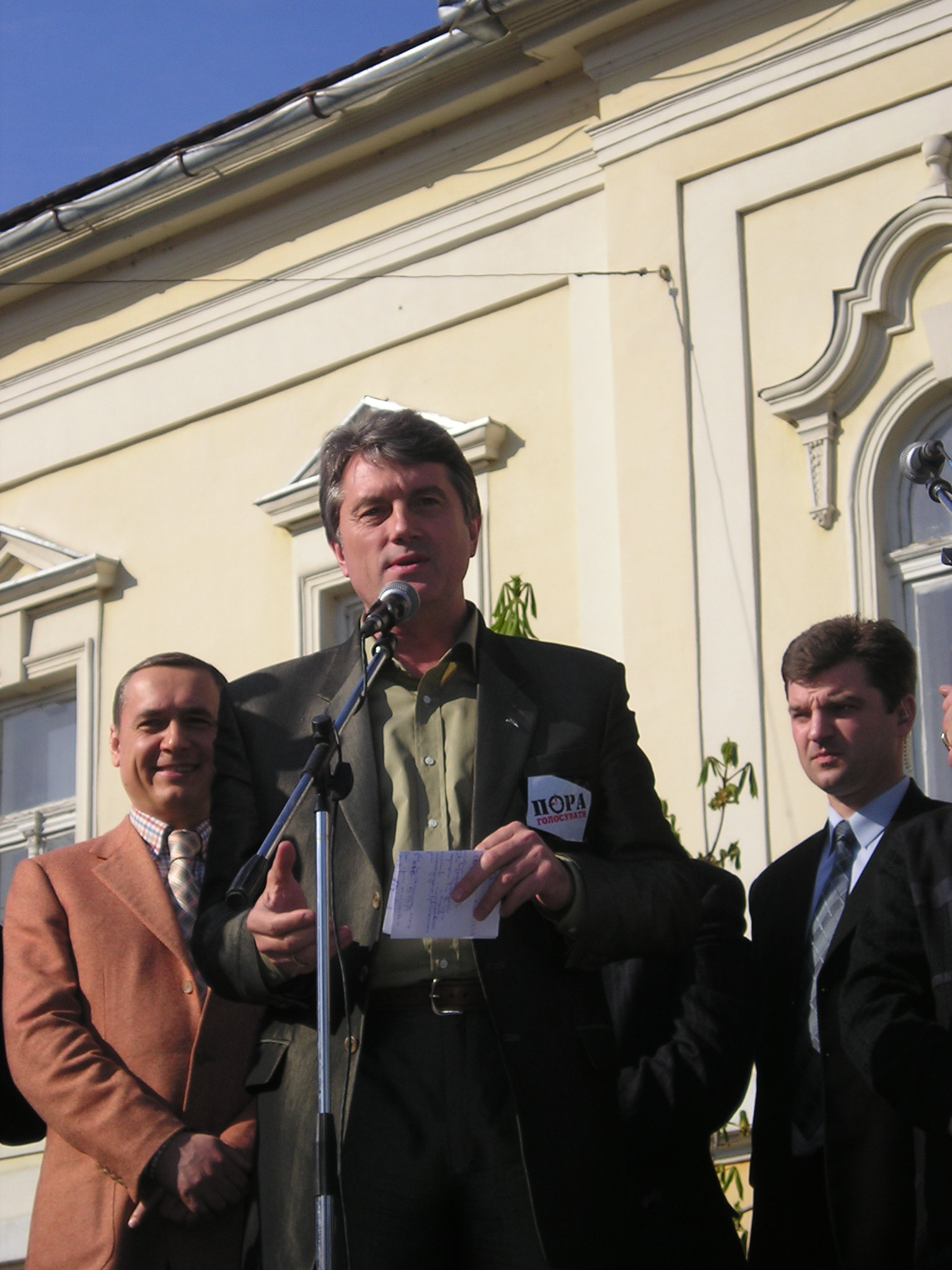
Viktor Iouchtchenko en avril 2004.

À l'approche du terme du second mandat du président Koutchma, Viktor Iouchtchenko se déclare candidat « indépendant » à la présidence du pays. Il modernise sa plate-forme politique en ajoutant des projets de partenariats sociaux et d'autres idées libérales aux idées traditionnelles de l'intégration européenne, dont, en particulier, la volonté de combattre la corruption. Les partisans de Iouchtchenko s’organisent au sein de la coalition électorale Pouvoir au peuple (Syla Narodou), qui est conduite par Iouchtchenko et par sa nouvelle alliée, Ioulia Tymochenko, le Bloc Viktor Iouchtchenko « Notre Ukraine » en formant la principale force constituante.
Son principal rival est le Premier ministre, soutenu par le pouvoir et par Moscou, Viktor Ianoukovytch. L’opposition accuse le gouvernement d’empêcher la plupart des principales chaînes de télévision d'accorder un temps de parole équitable aux candidats, alors que son rival Ianoukovytch apparaît fréquemment dans les actualités télévisées. La campagne se déroule de manière houleuse et virulente.

##### Empoisonnement
Viktor Iouchtchenko tombe malade le 6 septembre 2004, après un dîner avec Gori Tarochenkylo, chef des services secrets ukrainiens. Il indiquera plus tard : « Lorsque je suis rentré chez moi et que j'ai embrassé ma femme, la première chose qu'elle m'a dit est "Tes lèvres ont un goût de métal" ». Il est admis dans un état critique à la clinique privée du Rudolfinerhaus de Vienne en Autriche le 10 septembre, après plusieurs jours d'intenses douleurs au ventre. Les examens indiquent qu'il a un pancréas gonflé et des ulcères à l'estomac. Il y est soigné jusqu'au 19 du même mois. Il choisit en effet de revenir chez lui au bout de 9 jours pour continuer la campagne, contre l'avis de ses médecins. Mais il développe alors d'intenses douleurs au dos. Les médecins et Iouchtchenko prennent le risque de lui insérer un cathéter péridural dans le canal rachidien afin de lui injecter en continu de hautes doses d'opiacés pour calmer les douleurs et de lui permettre de poursuivre la campagne.
Le médecin chargé de son cas, Michael Zimpfer (médecin-chef et président de la clinique privée du Rudolfinerhaus), est d'abord étonné de ces symptômes sans rapport et affirme que Viktor Iouchtchenko souffre d'une pancréatite provoquée par des changements de l'œdème intestinal provenant d'une infection virale sérieuse et de substances chimiques n’étant pas normalement présentes dans des produits alimentaires. N'ayant jamais vu un cas clinique comme celui-ci, le médecin informe alors Iouchtchenko qu'il pourrait avoir été empoisonné, mais sans en avoir les preuves pour le moment. Le visage de Viktor Iouchtchenko apparaît de plus en plus abîmé avec des symptômes ressemblant fortement à de la chloracné. Fin novembre, le toxicologue d'un laboratoire néerlandais, Bram Brouwer, prend contact avec le directeur de la clinique Rudolfinerhaus pour se faire fournir des échantillons de sang de Viktor Iouchtchenko, en vue d'effectuer des tests à l'université libre d'Amsterdam sur la présence ou non de dioxine. Les conclusions de ses tests sont que le sang contient une « haute concentration de dioxine, principalement administrée oralement » et que c'est « un des taux les plus hauts jamais détectés » chez quelqu'un.
Peu après son empoisonnement, Ioutchenko devient pour plusieurs années le patient du Dr. Jean-Hilaire Saurat, professeur au Département de neurosciences cliniques et dermatologie à la faculté de médecine de Genève, secondé par son équipe et une petite équipe médicale ukrainienne,. On lui prélève « régulièrement des échantillons (peau, sang, selles, urines, sueur, etc.) » pour mesurer le taux de dioxine et analyser l’évolution de plusieurs paramètres ; ces analyses montrent que « l’être humain peut métaboliser la dioxine (c’est-à-dire la transformer chimiquement), alors que l’on pensait que c’était impossible » et qu'après son empoisonnement, la peau de Ioutchenko a « concentré la dioxine et l’a stockée non seulement dans la graisse sous-cutanée, mais aussi dans des zones plus superficielles. La dioxine y a induit la formation de petits organes qui se sont mis à métaboliser la dioxine, comme autant de « petits foies ». Les lésions cutanées qui ont « fait souffrir le patient l’ont donc aussi protégé ».
Le 10 décembre 2004, Ioutchenko dit être certain d'avoir été une cible politique en tant qu'opposant, sans nommer de suspect. L'intoxication à la dioxine (de type Seveso) est également la conclusion d'un rapport daté du 11 décembre 2004 des médecins de la clinique Rudolfinerhaus, Nikolai Korpan (cryochirurgien) et Michael Zimpfer. L'organisme de Iouchtchenko présentait des concentrations de dioxine 1 000 fois supérieures à la norme,, ce qui en fait le deuxième plus important taux de cette molécule enregistré chez un humain.
Le parquet général ukrainien rouvre alors son enquête.
En date du 28 février 2005, la piste des services secrets russes est envisagée. Gleb Pavlovsky, le conseiller de Vladimir Poutine, est suspecté, à la suite d'écoutes téléphoniques, mais il dément toute implication dans l'affaire.
Le 2 juin 2006, une nouvelle expertise confirme l'empoisonnement à la dioxine de Viktor Iouchtchenko. Fin 2006, un quatrième laboratoire, représenté par le Français Pascal Kintz, expert judiciaire en toxicologie médicale, a lui aussi travaillé sur cette question. Pour ce faire, il a analysé les cheveux de Viktor Iouchtchenko. Par la spectrographie de masse, il a pu déterminer une cartographie chimique chronologique de la dioxine de Seveso. Il s'est alors avéré que les segments de cheveux correspondant aux dates antérieures à l'exposition ne contenaient pas de dioxine. En revanche, les segments correspondant à l'exposition montrent une richesse en dioxine, ce qui démontrerait une consommation subite de dioxine.
En 2009, il[Qui ?] déclare que la Russie refuse qu'un des trois hommes présents au diner de septembre 2004 soit extradé.
En 2018, lorsqu'on lui demande si Vladimir Poutine a ordonné de l'empoisonner, il déclare : « J'ai une réponse, mais je ne peux pas le dire ».

##### Révolution orange et élection à la présidence

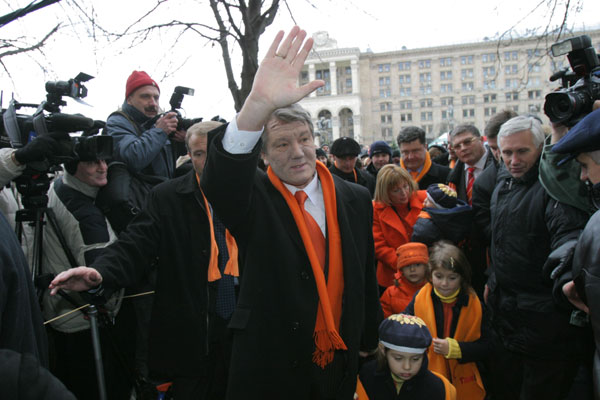
Viktor Iouchtchenko en novembre 2004.

Lors du premier tour de l'élection présidentielle, le 31 octobre 2004, Viktor Iouchtchenko arrive en tête avec 39,9 % des suffrages — il réalise ses meilleurs scores dans les provinces du centre et de l'ouest du pays — mais est battu au second tour du 21 novembre 2004 par Viktor Ianoukovytch qui obtient 49,5 %, contre 46,6 % pour Iouchtchenko.
Les observateurs internationaux rapportent de nombreuses irrégularités. Les soupçons de fraude électorale, combinés avec le fait que les sondages de sortie des urnes annonçaient une victoire de Viktor Iouchtchenko, provoquent une contestation de celui-ci et de ses partisans d'accepter les résultats. Ils organisent des rassemblements à travers le pays, en particulier sur la place de l'Indépendance à Kiev, et annoncent une grève générale. Des centaines de milliers de partisans de Iouchtchenko sortent dans les rues malgré les conditions climatiques en arborant des drapeaux orange, la couleur de la coalition de Iouchtchenko, ce qui donne lieu à la dénomination de « Révolution orange ». Le mouvement reste pacifique, ne provoquant aucun mort.
La Cour suprême ukrainienne décide finalement d’invalider le second tour de scrutin pour en organiser un nouveau. Celui-ci se tient le 26 décembre, sous la surveillance de quelque 12 000 observateurs internationaux, notamment de l'OSCE. Des sources diplomatiques indiquent que les États-Unis ont dépensé 65 millions de dollars pour la campagne de Iouchtchenko, la révolution orange, et l'organisation d’un nouveau second tour,. De son côté, Viktor Ianoukovytch a reçu l’aide financière de la Russie,.
Victor Iouchtchenko sort vainqueur du scrutin, avec 52,0 % des voix. Viktor Ianoukovytch, qui sort battu de l’élection avec 44,2 % des suffrages, engage plusieurs procédures visant à invalider le résultat, mais la Cour suprême ukrainienne rejette toutes les demandes : le 20 janvier 2005, elle déclare Victor Iouchtchenko vainqueur de l'élection présidentielle.

#### Président de l'Ukraine

##### Débuts
Viktor Iouchtchenko prête serment le 23 janvier 2005. Ses principaux défis sont de combattre la corruption, qui mine le pays, et de se rapprocher de l'Union européenne sans dégrader ses relations avec la Russie. C'est d’ailleurs en Russie que le nouveau président effectue sa première visite officielle, le 24 janvier 2005, de manière à montrer que, malgré les différends, l'Ukraine reste tout de même proche de la Russie.
Le 4 février, Ioulia Tymochenko, élue par 373 députés — pour une majorité requise de 226 députés —, devient la nouvelle Première ministre. Rapidement, les relations entre le chef de l’État et la Première ministre se dégradent. Elle est remplacée par Iouriï Iekhanourov le 8 septembre 2005.
En parallèle de la coalition Bloc Viktor Iouchtchenko « Notre Ukraine », le parti Union nationale « Notre Ukraine » (NSNU) — qui adoptera la dénomination simplifiée « Notre Ukraine » (NU) en 2009 —, est créé le 5 mars 2005.

##### Cohabitation avec Viktor Ianoukovytch
À partir du 4 août 2006, Viktor Iouchtchenko cohabite avec son rival de l’élection présidentielle, Viktor Ianoukovytch, qui accepte le poste de Premier ministre après la victoire de son camp lors d'élections législatives anticipées, provoquées par les tensions persistantes au sein de la majorité issue de la révolution orange, notamment avec le renvoi de Ioulia Tymochenko. Lors de ces élections, le Bloc Viktor Iouchtchenko « Notre Ukraine » est renommé en Bloc Notre Ukraine (BNU).
Le 3 avril 2007, Viktor Iouchtchenko décide de dissoudre le Parlement et d'organiser de nouveau des élections législatives anticipées au 27 mai 2007. Cette décision est contestée devant la Cour constitutionnelle par Viktor Ianoukovytch, qui juge que le président ne peut dissoudre le Parlement sans motif valable. Le 25 avril, Viktor Iouchtchenko annonce qu'il reporte les élections au 24 juin 2007. Il démet ensuite deux juges de la Cour constitutionnelle de leurs fonctions. Viktor Ianoukovytch réagit en jugeant cette décision également contraire à la Constitution.

##### Cohabitation avec Ioulia Tymochenko

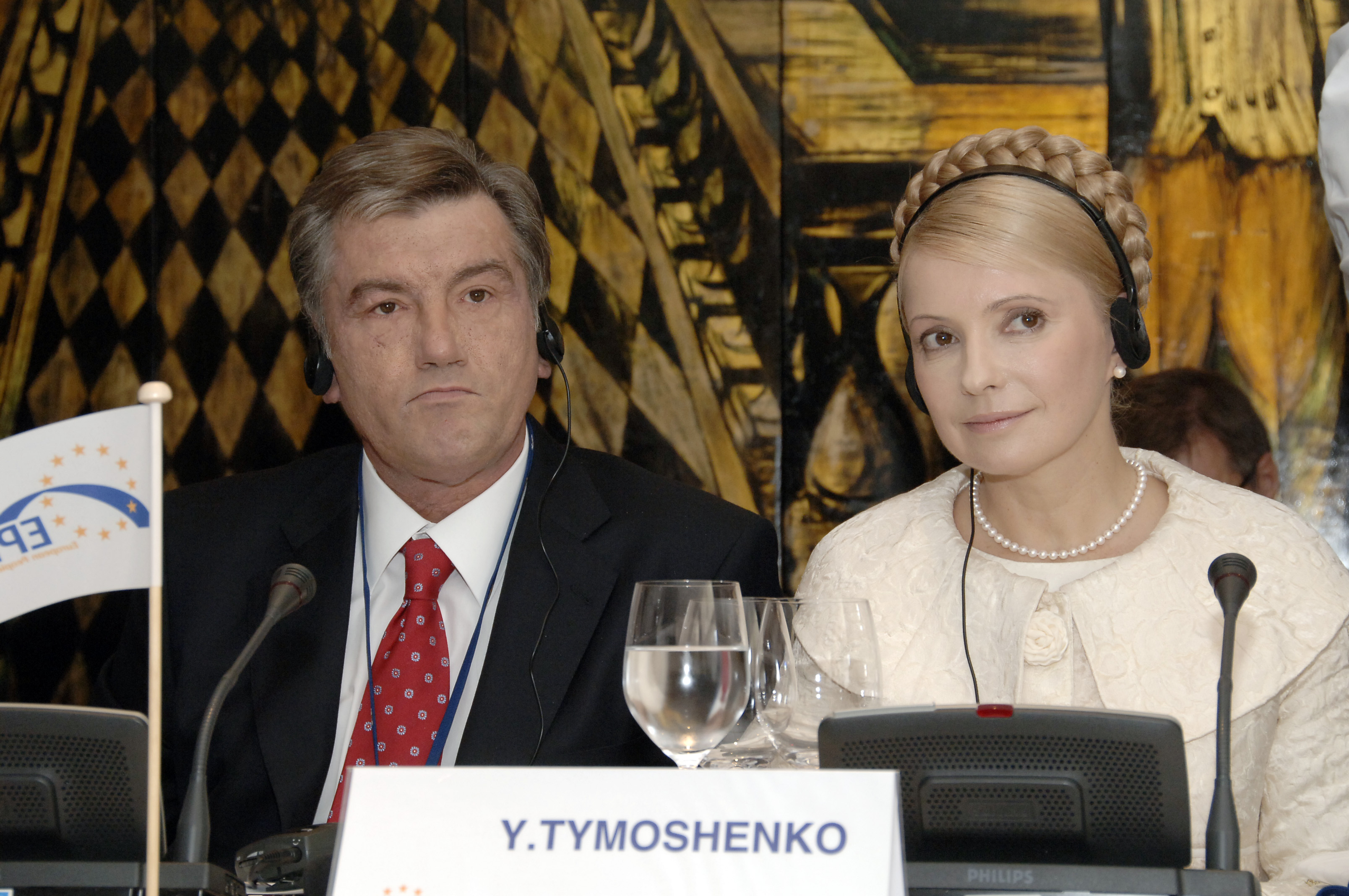
Viktor Iouchtchenko et Ioulia Tymochenko en octobre 2007.

Les élections législatives de 2007 donnent la victoire au Parti des régions de Ianoukovytch, mais les formations pro-occidentales du Bloc Notre Ukraine - Autodéfense populaire (BNU-NS) — nouvelle dénomination du Bloc Notre Ukraine — et du Bloc Ioulia Tymochenko s'allient pour former un gouvernement de coalition. Ioulia Tymochenko redevient Première ministre alors que les deux groupes ne disposent que d'un siège de plus que la majorité absolue à la Rada.
Les relations tendues qu'entretiennent le président et sa Première ministre sont le point de départ d’une crise parlementaire qui débute en septembre 2008. Les services de la présidence vont alors accuser Ioulia Tymochenko d'avoir trahi l'intérêt national pour servir ses ambitions personnelles. Après des semaines de tensions exacerbées par des divergences concernant l'attitude à adopter face au conflit russo-géorgien, la coalition entre le Bloc Tymochenko et le Bloc Notre Ukraine - Autodéfense populaire vole en éclats lors de débats sur une réforme constitutionnelle visant à réduire les pouvoirs du chef de l'État au profit de ceux du gouvernement. Les députés de Notre Ukraine sont alors pratiquement les seuls à s'opposer à la promulgation de la loi, massivement approuvée par l'opposition et par le Bloc Tymochenko.
Ioulia Tymochenko s'emploie dès lors à mettre en œuvre tous les moyens à sa disposition pour empêcher une nouvelle dissolution de la Rada, préférant chercher à former une nouvelle coalition. En décembre 2008, elle parvient finalement à former une nouvelle majorité, plus large, en incluant les 20 députés du Bloc de Volodymyr Lytvyn, redevenu président de la Rada.

##### Défaite à l'élection présidentielle de 2010
Briguant un second mandat à l'élection présidentielle de 2010, Viktor Iouchtchenko, tenu pour responsable d'une forte vague de déception et de désillusion au sein de l'opinion publique, est éliminé dès le premier tour avec 5,45 % des voix. Il refuse de donner une consigne de vote en vue du second tour, qui voit s'affronter Viktor Ianoukovytch et Ioulia Tymochenko, les accusant tous deux de vouloir organiser un rapprochement avec la Russie, mais sans la soutenir toutefois.
Le mandat présidentiel de Viktor Iouchtchenko s'achève le 25 février 2010, avec la prestation de serment de Viktor Ianoukovytch au Parlement.

#### Après la présidence

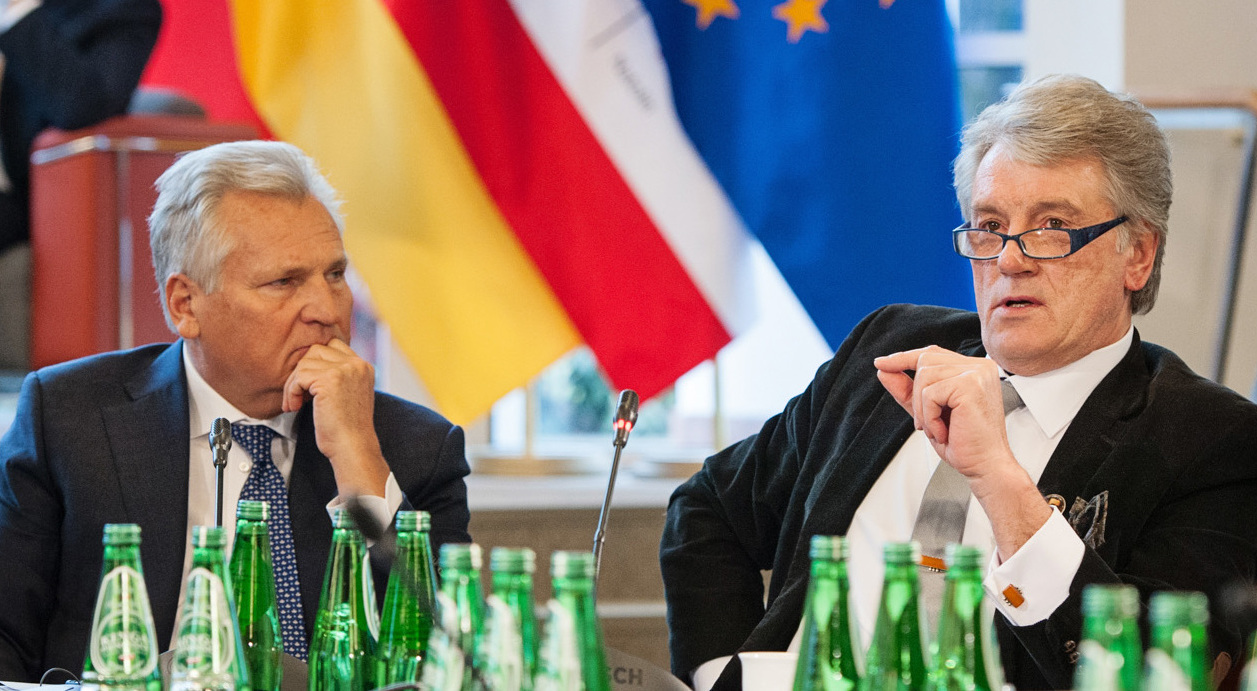
Viktor Iouchtchenko et Aleksander Kwaśniewski en 2017.

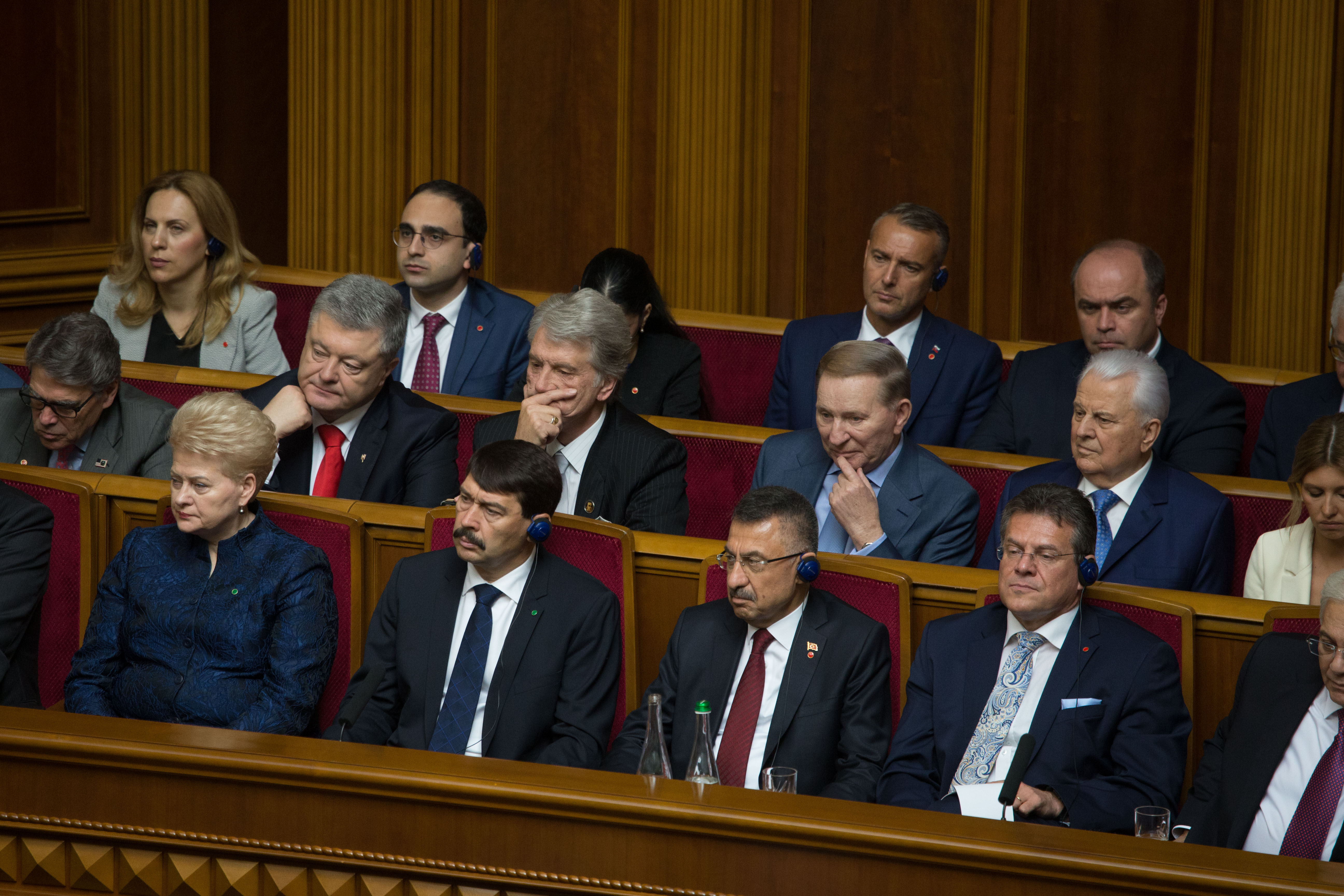
Viktor Iouchtchenko à l’investiture de Volodymyr Zelensky, au côté des anciens présidents Petro Porochenko, Leonid Koutchma et Leonid Kravtchouk (2019).

Viktor Iouchtchenko affirme son souhait de rester actif en politique malgré sa défaite. Il vit dans le quartier de Koncha-Zaspa, à Kiev, où il dispose d'une villa de fonction et d'un bureau en tant qu'ancien président.
Le 17 août 2011, il est entendu dans un tribunal de Kiev, en qualité de témoin, au procès de son ancienne Première ministre Ioulia Tymochenko, accusée d'abus de pouvoir et de corruption. Durant son audition, il affirme qu'en 2009, Ioulia Tymochenko a passé un « accord politique » avec le président du gouvernement russe Vladimir Poutine concernant le gaz dont « les répercussions, extrêmement dommageables, se feront encore sentir dans neuf ans ». Ioulia Tymochenko refuse de le contre-interroger, déclarant refuser « que ce procès soit celui de la révolution orange ».
Aux élections législatives de 2012, Viktor Iouchtchenko conduit la liste Notre Ukraine, qui recueille 1,1 % des voix.
En février 2013, la fédération de Kiev exclut Iouchtchenko du parti, avant que le conseil politique national ne revienne sur cette décision,.
En avril 2018, Viktor Iouchtchenko déclare dans une interview : « Je voudrais que ce qu'on appelle l'"Europe Unie", réalise que le plus grand défi pour ses citoyens est la politique médiévale que la Russie mène au XXIe siècle ».

### Vie privée
Après avoir été marié à Svetlana Kolesnyk, Viktor Iouchtchenko se marie en 1998 en secondes noces à Kateryna Tchoumatchenko. Née à Chicago, dans une famille d'origine ukrainienne, elle est citoyenne américaine. Ancienne fonctionnaire du département d'État des États-Unis, elle a été accusée avant les élections présidentielles par les opposants de Viktor Iouchtchenko, les chaînes de l'État ukrainien et la télévision russe de servir d'agent d'influence du gouvernement américain auprès de son mari et d'être un agent en activité de la CIA.

### Honneurs
- Ordre de la Toison d'or (Géorgie) en 2009.
- Ordre des Trois Étoiles en 2006.
- Ordre de Vytautas le Grand en 2006[35]
- Ordre Polonia Restituta en 2009.
- Ordre de la Rose blanche en 2006[36]
- Ordre de l'Aigle blanc en 2005.
- Ordre du Mérite hongrois en 2008.
- Prix Quadriga en 2006.

### Dans la culture
Cet empoisonnement est évoqué dans le roman de Gérard de Villiers « Tuez Iouchtchenko » (SAS 158) paru en 2005 qui désigne Vladimir Poutine comme le commanditaire de cette tentative d’assassinat.